# Đại học Truyền thông Trung Quốc
Đại học Truyền thông Trung Quốc  (tiếng Trung: 中国传媒大学; bính âm: Zhōngguó Chuánméi Dàxué, tiếng Anh: Communication University of China) còn được gọi tắt là "Trung Truyền" trong tiếng Trung và CUC trong tiếng Anh, là một trường đại học công lập hàng đầu ở Bắc Kinh. Đây là một trong những trường đại học trọng điểm của Trung Quốc thuộc "Dự án 211", do Bộ Giáo dục Cộng hòa Nhân dân Trung Hoa trực tiếp quản lý. Tiền thân của Trung Truyền (CUC) là trung tâm đào tạo kỹ thuật viên của Cục Phát thanh Truyền hình Trung ương được thành lập năm 1954. Vào tháng 4 năm 1959, Quốc vụ viện phê chuẩn nâng cấp trung tâm thành Viện Phát thanh Truyền hình Bắc Kinh (tiếng Trung: 北京广播学院; bính âm: Běijīng Guǎngbō Xuéyuàn, tiếng Anh: Beijing Broadcasting Institute, viết tắt: BBI). Vào tháng 8 năm 2004, BBI được đổi tên thành Đại học Truyền thông Trung Quốc. CUC nằm ở phía đông của Bắc Kinh gần kênh đào cổ, khuôn viên trường có diện tích 463.600 mét vuông, với tổng diện tích xây dựng là 483.500 mét vuông. Liền kề Đại học Nghiên cứu Quốc tế.

## Khuôn viên trường
Khuôn viên chính rộng 116,88 ha của CUC tọa lạc tại số 1 đường Định Phúc Trang, phía đông khu Triều Dương, Bắc Kinh. Trường nằm ngay bên ngoài Đường vành đai 5 phía Đông và nằm dọc theo đường cao tốc Bắc Kinh-Thông Châu. Khuôn viên của trường được liên kết với ga tàu điện ngầm Batong của Đại học Truyền thông Trung Quốc.

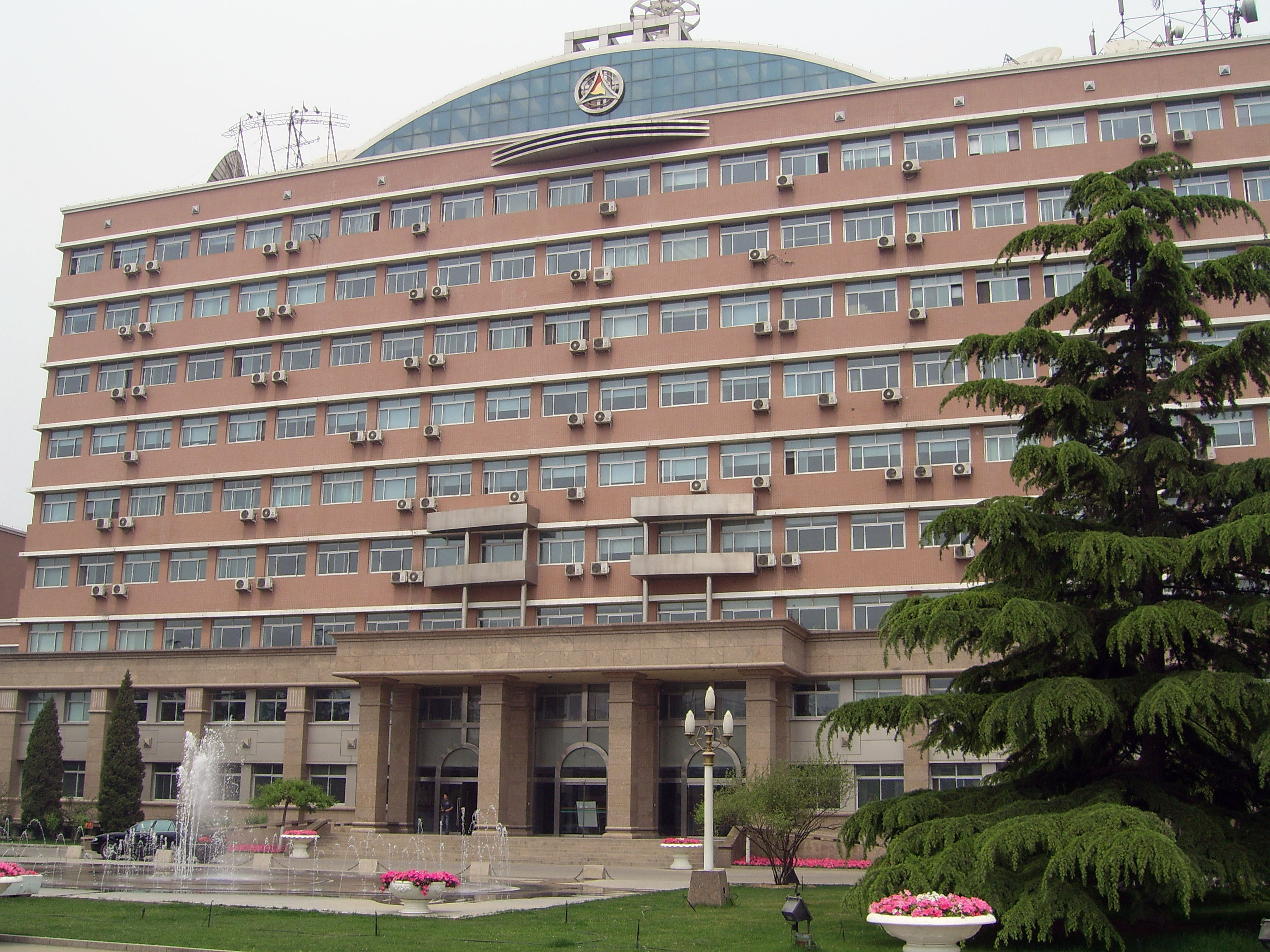
Tòa nhà chính
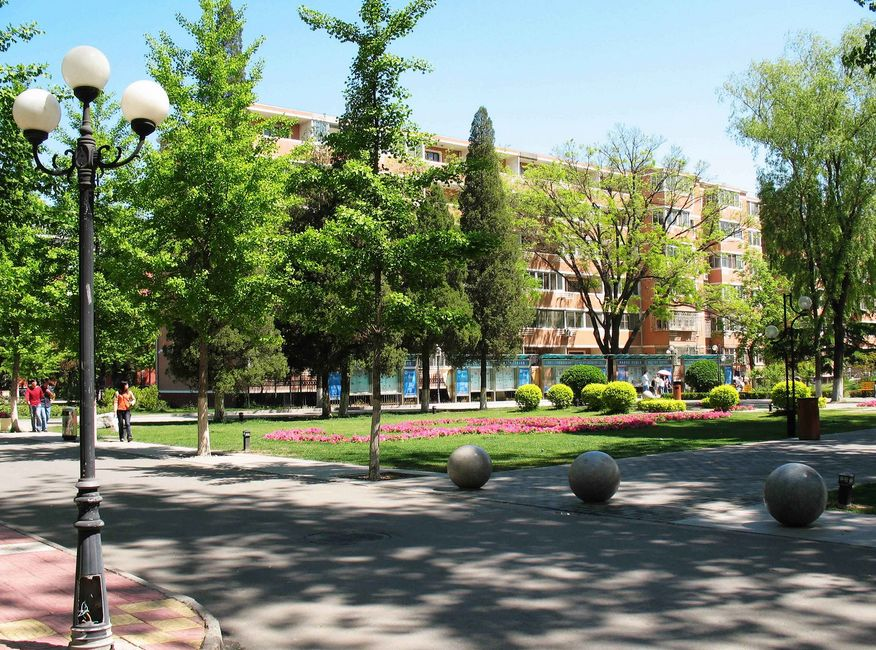
Quảng trường văn hóa
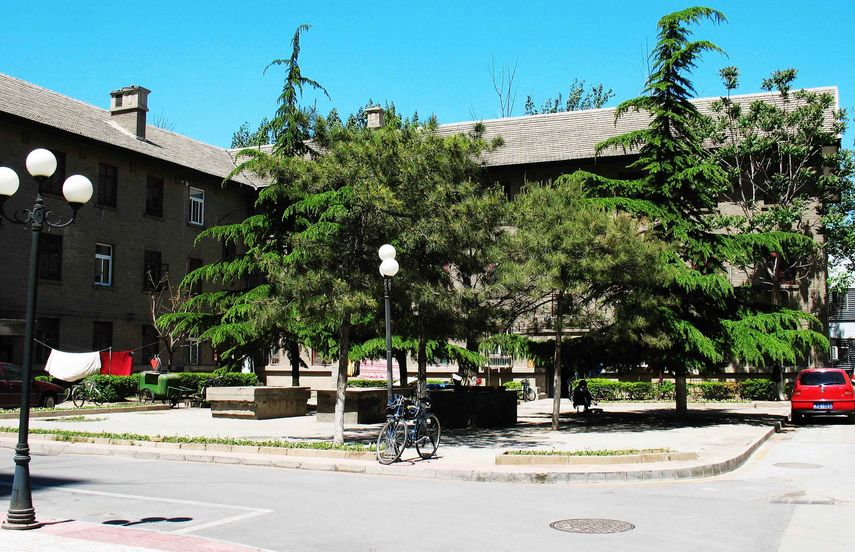
Khu nhà ở của nhân viên cũ
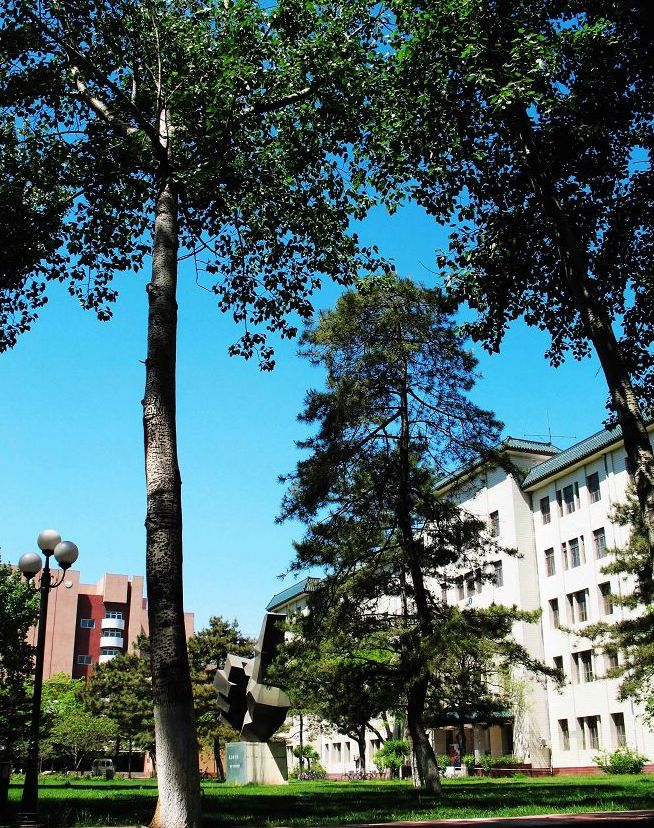
Tòa nhà dạy học số 1
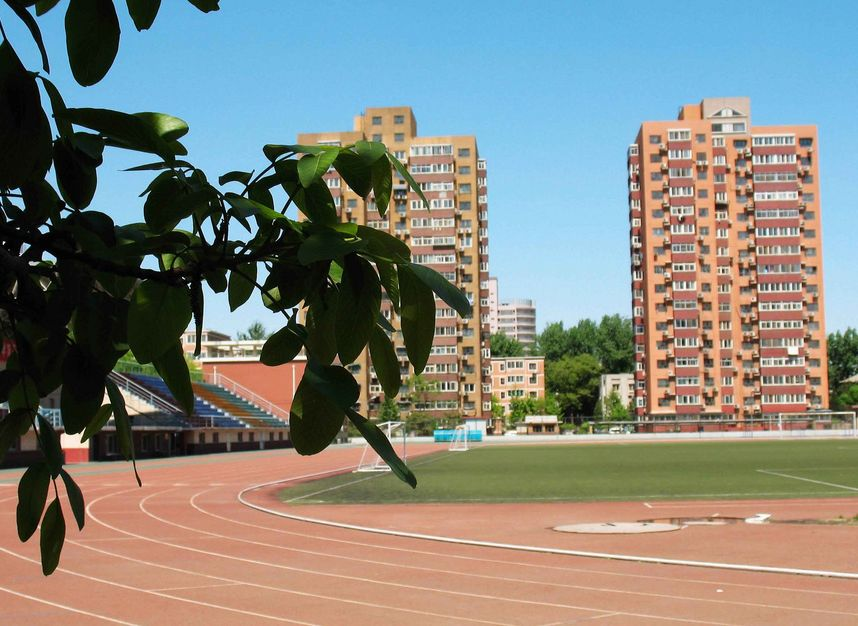
Sân thể thao
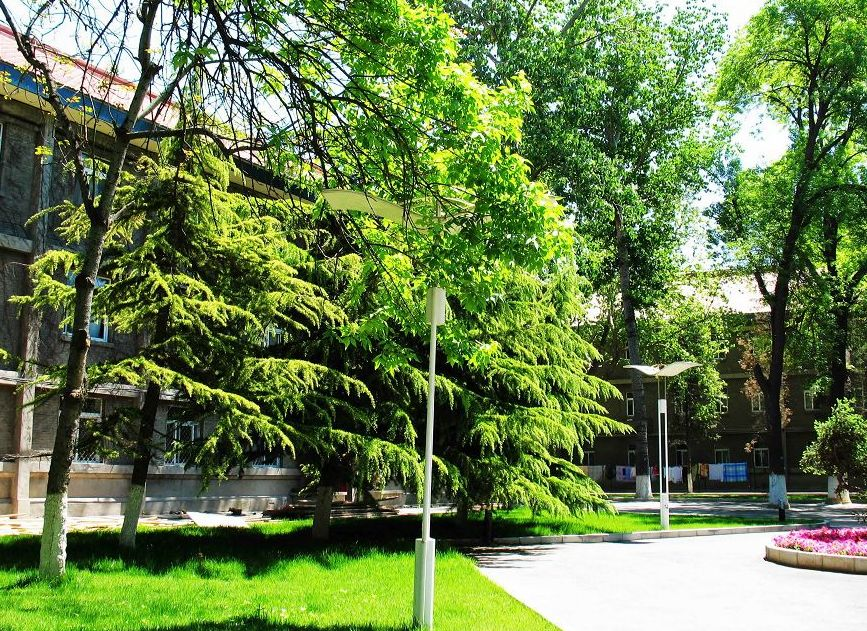
Ký túc xá sinh viên
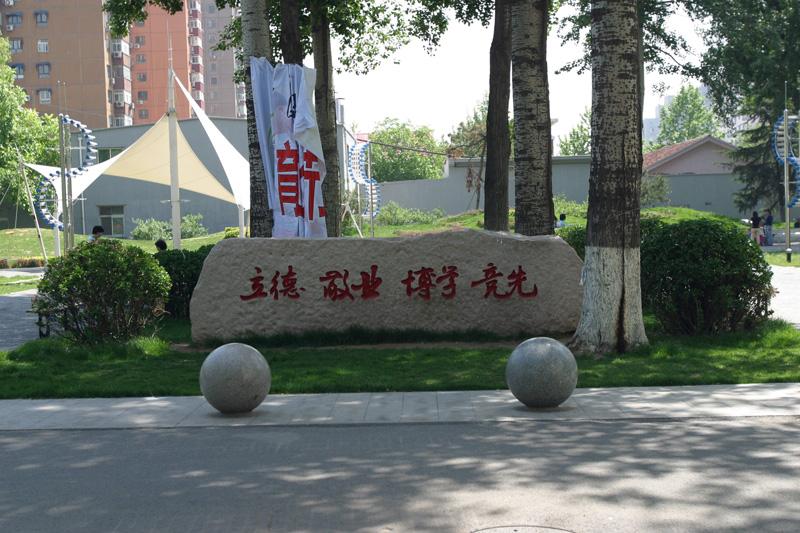
Châm ngôn
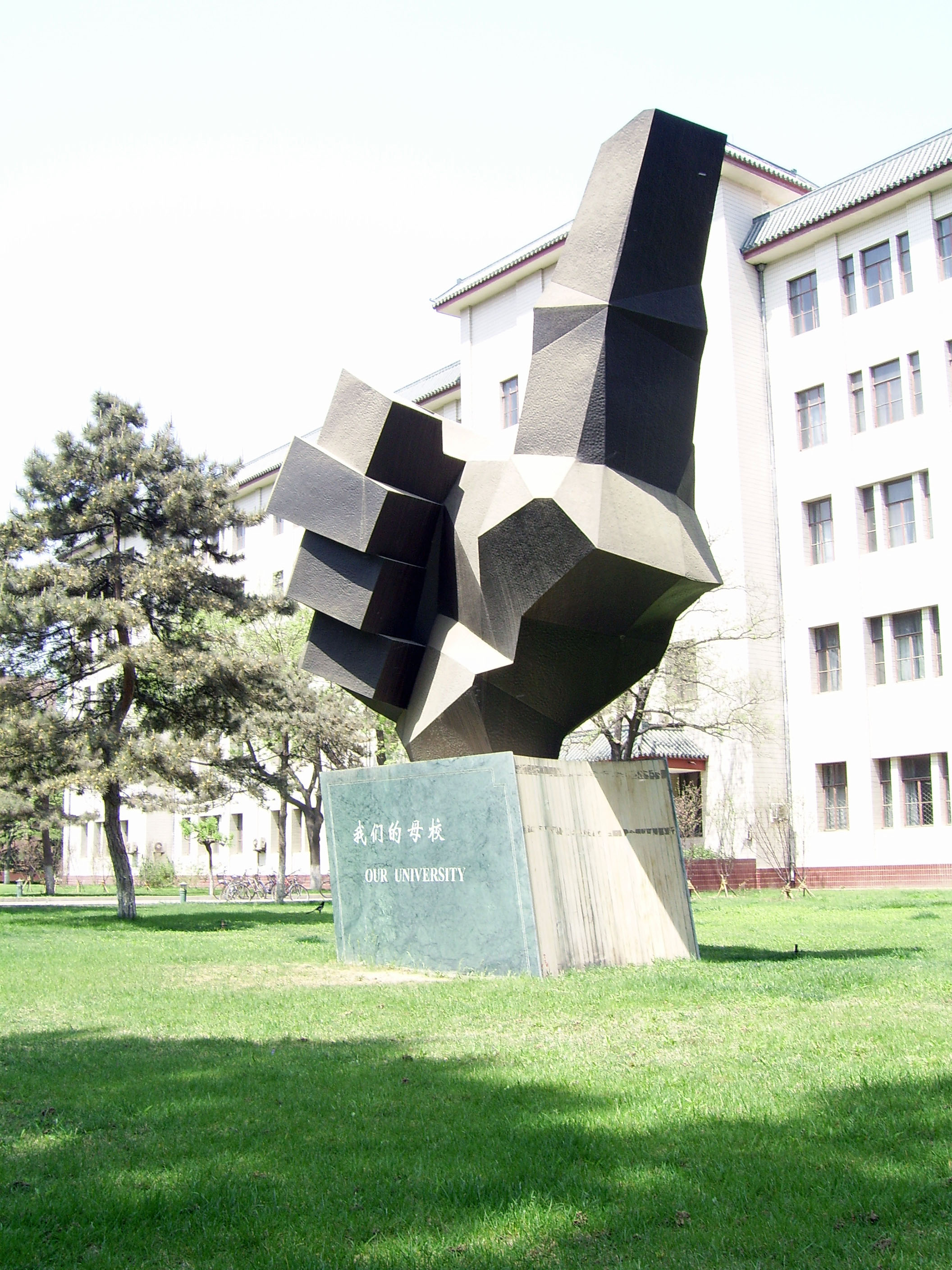
Điêu khắc

## Chi nhánh
- Nhà xuất bản Đại học Truyền thông Trung Quốc
- Đại học Truyền thông Trung Quốc, Nam Kinh

Được thành lập vào năm 2004, Đại học Truyền thông Trung Quốc ở Nam Kinh là một trường đại học tư thục độc lập ở phía nam thành phố Nam Kinh, tỉnh Giang Tô. Trường được giám sát trực tiếp bởi hội đồng quản trị với người đứng đầu danh dự là cựu chủ tịch của CUC.

## Sinh viên đáng chú ý
Đại học Truyền thông Trung Quốc được biết đến là nơi đào tạo các nhà quản trị truyền thông, nhà sản xuất, nhà báo và người dẫn chương trình truyền hình ở Trung Quốc. Một số cựu sinh viên đáng chú ý của trường có thể nhắc đến:

### Quản trị truyền thông
- Lưu Trường Nhạc: Chủ tịch của Đài truyền hình vệ tinh Phoenix có trụ sở tại Hồng Kông.
- Vương Kỷ Ngôn: Phó chủ tịch của Phoenix TV Hong Kong và là người đứng đầu kênh Phượng Hoàng Trung Quốc.
- Dương Hồng Tân: Giám đốc Đài truyền hình Tân Cương

### Những người nổi tiếng trong lĩnh vực truyền thông
- La Kinh, người dẫn chương trình tin tức của Đài Truyền hình Trung ương Trung Quốc.
- Thôi Vĩnh Nguyên, người dẫn chương trình truyền hình của Đài Truyền hình Trung ương Trung Quốc.
- Tất Phúc Kiếm, người dẫn chương trình truyền hình của Đài Truyền hình Trung ương Trung Quốc.
- Trần Lỗ Dự, một người dẫn chương trình trò chuyện của Truyền hình Phoenix
- Lý Vịnh, người dẫn chương trình truyền hình của Đài Truyền hình Trung ương Trung Quốc.
- Bạch Nham Tùng, người dẫn chương trình tin tức của Đài Truyền hình Trung ương Trung Quốc.
- Sài Tĩnh, cựu nhà báo của Đài Truyền hình Trung ương Trung Quốc.
- Trương Hải Khiến, người dẫn chương trình tin tức từ MediaCorp Channel 8 của Singapore.
- Trần Hiểu Nam, một người dẫn chương trình trò chuyện của Đài truyền hình Phượng Hoàng.
- Lý Tương, nữ diễn viên, người dẫn chương trình truyền hình và ca sĩ.
- Vạn Tử Lương, diễn viên Hồng Kông
- Đổng Trinh, ca sĩ kiêm nhạc sĩ
- Mã Tư Thuần, nữ diễn viên truyền hình và điện ảnh
- Trương Tử Ninh, ca sĩ kiêm nhạc sĩ, thành viên của Rocket Girls 101
- Hạ Tuấn Lâm, ca sĩ, thành viên của Thời Đại Thiếu Niên Đoàn